# A Shot in the Dark (1964)
A Shot in the Dark is een film uit 1964 geregisseerd door Blake Edwards. Het is het tweede deel in de The Pink Panther-serie. Peter Sellers keert hierin terug als Inspector Jacques Clouseau uit het Franse Sûreté. Zijn dommige persoonlijkheid is onveranderd, maar nieuw is het overdreven Franse accent, wat een handelsmerk zou worden voor het personage. De film introduceert verder Herbert Lom als Clouseau's chef, commissaris Dreyfus, en Burt Kwouk als bediende Cato. Deze twee zouden de hele serie blijven terugkeren. Elke Sommer speelt de aantrekkelijke Maria Gambrelli.
In het oorspronkelijke scenario was Clouseau helemaal niet aanwezig. De film was gebaseerd op L'Idiote, een toneelstuk uit 1960 van Marcel Achard. Toen men begon aan het scenario werd besloten het personage Clouseau toe te voegen. De film werd slechts een paar maanden na de eerste The Pink Panther-film uitgebracht.

## Verhaal
Inspecteur Clouseau wordt teruggeroepen naar het vaderland van een plutocraat uit Parijs om een moord op te lossen. Ondanks dat al het bewijs naar één persoon wijst, weigert Clouseau, onder de indruk van haar schoonheid, te geloven dat zij de dader is. Als de echte daders alles ondernemen om alles weg van Clouseau's baas Charles Dreyfus te houden, moeten er meer moorden gepleegd worden. Clouseau krijgt het altijd voor elkaar om op de verkeerde plaats om de verkeerde tijd te zijn, inclusief een scène in een nudistenkolonie en één waar hij zelf tot vier keer toe gearresteerd wordt door de politie (eerst voor het verkopen van ballonnen zonder vergunning, dan voor het verkopen van schilderijen zonder vergunning, dan voor jagen zonder vergunning, en ten slotte voor openbaar naaktlopen). Als de inspecteur verder verstrikt raakt, begint Dreyfus langzaamaan gek te worden, waardoor hij per ongeluk zijn duim afsnijdt en zichzelf steekt met zijn briefopener. Daarna begint Dreyfus met het vernietigen van Clouseau, wat leidt tot een explosieve finale wanneer hij per ongeluk alle verdachten in de zaak opblaast die allemaal een van de moorden hadden gepleegd of anderen probeerden te chanteren. Ze treffen dit onfortuinlijke lot wanneer ze proberen te ontsnappen in de auto van Clouseau, niet wetende dat Dreyfus daar een bom in heeft geplaatst.

## Rolverdeling
| Acteur         | Personage                   | Omschrijving |
| -------------- | --------------------------- | --- |
| Peter Sellers  | Inspector Jacques Clouseau  | De detective met het overdreven Franse accent en een ongelofelijke domme manier van werken. Hij is erg kortzichtig, komt voornamelijk tot conclusies die anderen irrationeel zouden vinden, probeert slim over te komen. Clouseau is continu de drijfkracht achter de frustraties van Dreyfus, en dit is pas de eerste film waarin hij zijn superieur tot wanhoop drijft. Ook probeert hij de schuld van zijn blunders op anderen te schuiven (bijvoorbeeld dat, nadat hij in een fontein is gevallen, hij als commentaar geeft dat "...my idiot driver parked too close to the fountain").                                     |
| Herbert Lom    | Commissaris Charles Dreyfus | De baas van Clouseau, die in deze film zijn eerste optreden maakt. Hij raakt langzaamaan gek en probeert uiteindelijk Clouseau te vermoorden. |
| Elke Sommer    | Maria Gambrelli             | Het mooie dienstmeisje van de familie Ballon. Ze wordt beschuldigd door de daders. Net als Clouseau heeft zij het vermogen op de verkeerde plaats op het verkeerde tijdstip te zijn. Aan het einde van de film begint zij met Clouseau een relatie. |
| Burt Kwouk     | Cato                        | De bediende van Clouseau, getraind in oorlogwerktuigen. Clouseau, die denkt dat de moordenaars hem proberen te vermoorden, maakt een trainingsprogramma met Cato, wat inhoudt dat die hem moet aanvallen waar en wanneer Clouseau het het minst verwacht. (Dit wordt een running gag door de gehele serie omdat Cato steeds de meest rare momenten uitkiest om hem aan te vallen, zoals wanneer Clouseau bijna vermoord wordt, of juist op een heel intiem moment.) De gevechten tussen Cato en Clouseau zorgen meestal voor de verwoesting van Clouseau's appartement, wat later onverklaarbaar weer in nieuwe staat verkeert. |
| George Sanders | Benjamin Ballon             | De miljonair in wiens huis de eerste moord gepleegd wordt. Door een aantal complexe gebeurtenissen vermoorden de moordenaars nog meer mensen, waardoor uiteindelijk vier mensen de dood vinden. De daders besluiten de schuld op het dienstmeisje te schuiven, waarna ze proberen te verdwijnen, maar ze komen zelf om door de bom in Clouseau's auto. |
| Graham Stark   | Hercule                     | De zwijgzame assistent van Clouseau die constant door zijn baas gevraagd wordt te kijken naar het bewijs, waarna hij bestraft wordt omdat hij een (logische) conclusie trekt. Zijn naam is wellicht een verwijzing naar het personage Hercule Poirot uit de romans van Agatha Christie. Hercule gelooft dat Maria de dader is, terwijl Clouseau dit niet denkt. Uiteindelijk blijkt Clouseau gelijk te hebben. |

## Trivia
- Acteur, regisseur en schrijver Bryan Forbes maakt zijn opwachting in de nudistenscène.
- De relatie tussen Edwards en Sellers verslechterde tijdens de film zo dat ze tot de conclusie kwamen nooit meer een film samen te maken. Toch werkten ze later aan The Party en nog drie andere Pink Pantherfilms in de jaren 70.
- De Amerikaanse band R.E.M. noemde hun vierde album Lifes Rich Pageant, naar een van de zinnen van Peter Sellers uit deze film.
- Cato, gespeeld door Burt Kwouk, wordt in de aftiteling gespeld als Kato.
- Hercule keert terug in Revenge of the Pink Panther, nu als de assistent van de commissaris. Hij wordt echter niet gespeeld door Graham Stark, omdat die al een andere rol, die van Professor August Balls, speelde.